# Bandera de Bután
La bandera nacional de Bután es uno de los símbolos oficiales del reino homónimo, basada en una tradición de la estirpe Drukpa del budismo tibetano sobre el Druk, el dragón del trueno según su mitología. El diseño inicial de la insignia, de Mayeum Choying Wangmo Dorji, data de 1947 y fue mostrado durante la firma de un tratado con la India dos años más adelante. En 1956, se presentó una segunda versión con motivo de la visita del Druk Gyalpo —lit: «rey dragón», el jefe de Estado—, Jigme Dorji Wangchuck, al este de Bután; según la documentación gráfica, está inspirada en un diseño anterior, aunque el dragón era blanco en vez del verde que tenía previamente.
Posteriormente, la bandera fue modificada para tener unas dimensiones similares a las de la India, ya que los altos cargos pensaron que la de su país vecino lucía mejor cuando era ondeada. Otros cambios, entre los que se incluyeron el paso al color rojo en vez del naranja, entraron en vigor entre 1968 y 1969. Asimismo, la Asamblea Nacional aprobó un código de conducta en 1972 con tal de formalizar un diseño, y con el que se estableció un protocolo que oficializó las dimensiones aceptables y las condiciones para ondearla.

## Orígenes
Bután ha sido conocido por numerosos nombres a lo largo de la historia, pero los locales denominan al país mediante el término «Druk», con el que se refieren al dragón del trueno. Esta tradición data del siglo XII, cuando Tsangpa Gyare, fundador de la estirpe Drukpa del budismo tibetano, se encontraba en alguna ciudad del Tíbet, donde supuestamente observó un valle resplandeciente. Al considerarlo un territorio óptimo, se adentró en la zona con tal de seleccionar un lugar para la construcción de un monasterio. El área seleccionada fue aquella donde oyó tres truenos, sonidos que según la creencia popular butanesa eran producidos por el dragón. Allí se fundó el monasterio Ralung, adonde acudían los denominados «Druk», seguidores de las enseñanzas allí impartidas y que luego crearon tres escuelas a partir de tres discípulos. Önrey Dharma Sengye, sobrino de Tsangpa Gyare y su heredero espiritual, fundó una de ellas, la Drukpa. A causa de esto, la leyenda se expandió más tarde por todo Bután y dio una idea del porqué del simbolismo del dragón y el motivo por el que forma parte de la bandera nacional. Una hipótesis alternativa sostiene que la propuesta de simbolizar soberanía y Estado en la forma de un dragón surgió en la vecina China, por lo que los gobernadores de Bután la adoptaron a principios del siglo XX como un símbolo de realeza.

## Bandera actual

### Diseño
La bandera actual está dividida diagonalmente desde la esquina inferior izquierda en dos triángulos, uno superior de color amarillo y uno inferior naranja. Centrado a lo largo de la línea divisoria se ubica un gran dragón blanco con delineaciones negras mirando el extremo superior de la diagonal, mientras que sostiene un norbu o joya en cada una de sus garras. Los colores de fondo, amarillo y naranja, se identifican con el 116 y 165, respectivamente, en la escala de Pantone. Otros tonos, incluyendo el blanco del dragón, se pueden especificar mediante otros sistemas equivalentes, tal y como se muestra a continuación:
| Esquema de color  | Amarillo   | Amarillo      | Naranja      | Naranja      | Blanco | Blanco      |
| ----------------- | ---------- | ------------- | ------------ | ------------ | ------ | ----------- |
| RAL               |            | 9000 Amarillo |              | 3000 Naranja |        | 1000 Blanco |
| CMYK              | 0.15.94.0  | 0.60.100.0    | 0.0.0.0      |              |        |             |
| Pantone           | 116        | 165           | n/a (blanco) |              |        |             |
| HTML Hexadecimals | #FFCC33    | #FF4E12       | #FFFFFF      |              |        |             |
| HTML Decimals     | 255.213.32 | 255.78.18     | 255.255.255  |              |        |             |

Asimismo, las dimensiones de la bandera deben mantenerse en una proporción de 3:2, mientras que los siguientes tamaños son los declarados «estándar» por el Gobierno de Bután:
- 6.4 m × 4.3 m.
- 3.7 m × 2.4 m.
- 1.8 m × 1.2 m.
- 0.9 m × 0.6 m.
- 23 cm × 15 cm para diseños en vehículos.

### Simbolismo

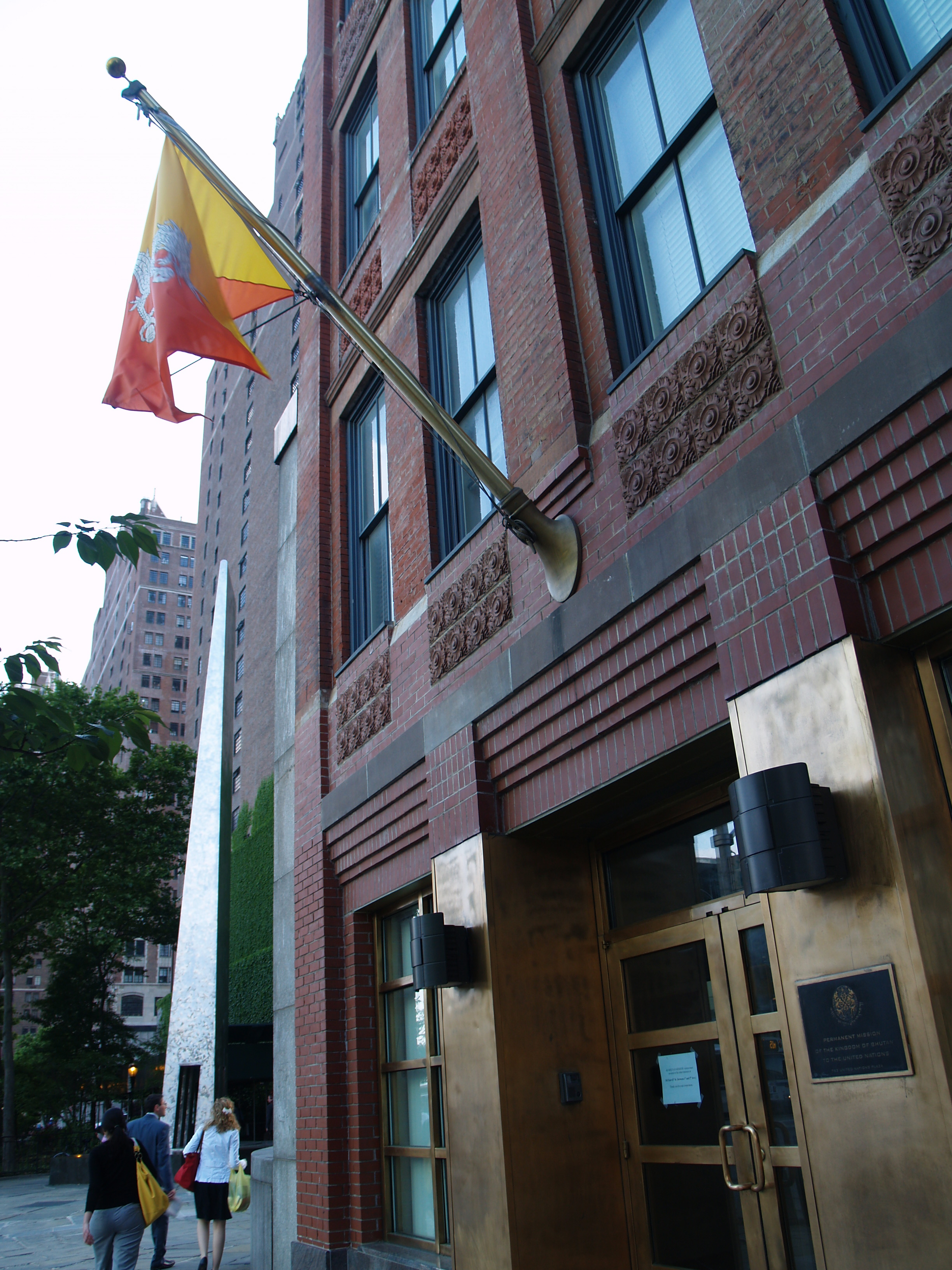
Bandera de Bután ondeando en la misión permanente del país ante las Naciones Unidas en Nueva York.

De acuerdo con las Provisiones legales de la Bandera Nacional del Reino del Palden Drukpa aprobadas en la resolución veintiocho de la trigésimo sexta sesión de la Asamblea Nacional celebrada el 8 de junio de 1972, el amarillo hace referencia a la tradición civil y el Druk Gyalpo personificado en la autoridad temporal, cuyo traje real incluye tradicionalmente una kabney de ese mismo color. Por su parte, el naranja significa el budismo como autoridad espiritual. Druk, el dragón del trueno, está expandido a partes iguales con base en la línea entre los colores, lo que da a entender la importancia equivalente de ambas tradiciones, cívica y monástica, en el «reino del dragón», y representa la fuerza del vínculo sagrado entre la soberanía y el pueblo. Asimismo, el blanco simboliza la pureza de los hechos y pensamientos interiores que unen a las diversas personas de Bután. Las joyas colgadas de las garras del dragón hacen referencia a la riqueza, protección y seguridad de su pueblo, mientras que la boca rugiendo se refiere al compromiso de las deidades con la defensa del país.

## Evolución histórica
El Centro para Estudios de Bután, un organismo de investigación independiente del país, publicó en 2002 el documento CBS, el cual ofreció el registro más completo del desarrollo histórico de la bandera nacional hasta la fecha. El material representó el primer intento de una agencia butanesa por investigar y recopilar información completa sobre la evolución de la insignia del país, ya que extrae considerablemente de primera mano informes obtenidos mediante entrevistas a involucrados personalmente en la creación y modificación de la bandera durante el siglo anterior, por lo que constituye una fuente primaria acerca de su historia.

### Primera bandera nacional (1949)

La ilustración de la primera bandera nacional de Bután, usada en 1949 durante el tratado con la India, está basada en fotos en blanco y negro tomadas en el evento, a las que se les añadió el color posteriormente.

En el documento CBS se menciona que la primera bandera nacional fue diseñada tras la petición de Jigme Wangchuk, el segundo rey dragón del siglo XX, y fue introducida en 1949 tras la firma del tratado con la India. Si bien el documento no aporta ninguna ilustración del diseño original, se puede ver la primera bandera butanesa gracias a las fotografías tomadas en blanco y negro en el histórico evento.
El diseño de 1947 se atribuye a Mayeum Choying Wangmo Dorji. Por otro lado, se dice que Lharip Taw Taw, uno de los pocos pintores disponibles de la corte real en el momento, se encargó de su bordado. El dragón estaba coloreado de verde claro según las referencias religiosas y tradicionales sobre el «yu druk ngonm» o «dragón turquesa». A día de hoy, existe una reproducción de esta bandera histórica y original —aunque con varios cambios significativos debido a la influencia de la bandera nueva— que está expuesta detrás del trono del salón de la Asamblea Nacional en Timbu.
Según el documento CBS, la bandera original butanesa era un cuadrado con dos colores separados diagonalmente, desde la esquina inferior izquierda hasta la superior derecha. La zona de color amarillo se extendía por la mitad superior, mientras que la roja abarcaba su par inferior. En el centro de la insignia, donde convergen ambos colores, se colocaba un dragón verde de forma paralela al borde inferior y mirando de frente al área exterior.
Sin embargo, ese mismo artículo no ilustra las primeras versiones de la bandera y su descripción acerca de la bandera de 1949 no es completamente coherente con las fotos que sobrevivieron de aquel año. Se afirma que la bandera es «cuadrada», mientras que las proporciones en las imágenes coinciden más en una rectangular. Además, se reseña al dragón como «mirando [hacia] el borde exterior», cuando se puede ver que está de espaldas a él. La criatura está descrita como «paralela al exterior» —que significa, según un diagrama anexado en el documento, paralela al largo del borde inferior de la bandera—, mientras que las ilustraciones lo muestran inclinado ligeramente hacia arriba. También se afirma que el dragón es de color «verde», pero con el tono de las fotos, si realmente era de ese color, sería muy pálido. Los libros occidentales hasta 1970 normalmente mostraban la bandera de la nación tibetana muy parecida a la de las fotos de 1949.

### Bandera de 1956
La segunda versión de la bandera nacional se desarrolló en 1956 para la tercera visita del tercer Druk Gyalpo, Jigme Dorji Wangchuck, al este de Bután. Miembros de la secretaría del rey comenzaron a usar insignias con un nuevo diseño durante el viaje, como se puede apreciar en una fotografía de la bandera de 1949, pero el dragón está pintado de color blanco en vez de verde. La comitiva del monarca incluía un convoy con más de cien ponis, cuyas monturas llevaban una pequeña versión de la bandera en al menos diez de ellos, a la par que una de gran tamaño —seis pies cuadrados (≃0.56 m²)— ondeaba en el campamento cada noche, acompañada del sonido de una corneta.

### Cambios después de 1956
A finales de los años 1950, Jigme Dorji Wangchuck pidió a Dasho Shingkhar Lam, antiguo secretario del rey y sexto portavoz de la Asamblea Nacional (entre 1971 y 1974), hacer varias modificaciones en la bandera, lo que le convirtió en el responsable del diseño de la misma, que ha permanecido sin ningún cambio desde 1969. Aparentemente, hubo insatisfacción al notar que la insignia cuadrada de ese entonces no ondeaba como la bandera rectangular india expuesta durante una visita de un oficial de aquel país a Bután. A partir de ese entonces, las medidas estándar fueron modificadas para asemejar su bandera a la del país vecino, que tiene unas dimensiones de 9 pies (≃2.74 m) × 6 pies (≃1.83 m).
En otro cambio, el dragón, que había sido colocado en una posición aproximadamente horizontal en el centro de la insignia, fue reposicionado para alinearse por la división diagonal entre los colores del fondo. El objetivo de esta transformación era evitar que la criatura «hiciese frente» al suelo cuando la enseña estuviese colgada y no se mantuviese erecta. El artista butanés Kilkhor Lopen Jada realizó un nuevo diseño para el ente en el que la curvatura de su cuerpo está suavizada para que sus giros parezcan menos abruptos. Además, según se menciona en el documento CBS, el mandatario ordenó que la mitad inferior del emblema fuese cambiado de rojo a naranja «en algún momento en 1968 o 1969». La primera vez que la bandera butanesa se ondeó en el extranjero fue en 1961 en la India, mientras llevaba a cabo una visita de Estado Jigme Dorji Wangchuck; desde entonces, las relaciones entre ambas naciones se han ido estrechando.

## Código de conducta
El 8 de junio de 1972, la Asamblea Nacional aprobó la resolución veintiocho, por la que el Gobierno hacía efectivas las normas planteadas sobre la bandera nacional. Las reglas tenían ocho provisiones que cubrían la descripción y el simbolismo de los colores, así como los elementos que la contienen. También se relata el tamaño que ha de tener, además del protocolo y los lugares donde debe ondear, y cómo debe exhibirse en vehículos. Generalmente, la bandera ha de ser respetada con la misma importancia que al Estado en sí y al jefe del mismo, y, al igual que en el Código de Estados Unidos, ninguna otra enseña debe colocarse a mayor altura que la nacional, no puede usarse como recubrimiento —salvo en determinados casos—, ni debe tocar el suelo. En otras provisiones se incluye la prohibición de plasmarla en logos y objetos, aunque excepcionalmente puede usarse para envolver ataúdes de aquellos mandatarios de alto rango, como ministros o personal militar.
Las reglas de 1972 también estipulan que «cada dzongkhag —oficina de distrito— izará la bandera nacional. Cuando no haya dzongkhag, la bandera nacional será izada en frente de la oficina del principal gobernador oficial». Los oficiales superiores al rango de ministros tienen permitido ondear el emblema en su residencia proporcionada, siempre que no vivan cerca de la capital. La costumbre de ondear la bandera nacional en frente de las oficinas del gobierno no existía en Bután hasta antes de 1968, pero el Druk Gyalpo las decretó como una práctica común después de que su secretario fuese trasladado desde la ciudad de Taba al dzong Tashichoe aquel año. La única celebración en honor a la bandera que consta en las reglas de 1972 es el Día Nacional, que se celebra cada año el 17 de diciembre. En ese evento también se conmemora la coronación de Ugyen Wangchuck como primer rey de Bután, que se llevó a cabo en la misma fecha de 1907.